# Новое (Воробьёвское сельское поселение)
Новое — деревня в Сокольском районе Вологодской области на реке Корбанка.
Входит в состав Воробьёвского сельского поселения, с точки зрения административно-территориального деления — в Воробьёвский сельсовет. Расположена к югу от автодороги А123.
Расстояние по автодороге до районного центра Сокола — 53 км, до центра муниципального образования Воробьёва — 3 км. Ближайшие населённые пункты — Корино, Семакино, Великий Двор, Лубодино.
По переписи 2002 года население — 16 человек.